# Circus of Books
Circus of Books foi uma locadora de vídeo e livraria de pornografia gay localizada em West Hollywood, na Califórnia, e no bairro de Silver Lake, em Los Angeles. Foi criada na década de 1960 como "Book Circus". 
Como notáveis pontos de turismo gay de Los Angeles do final do século XX, agora os dois locais são considerados locais importantes da história LGBT de Los Angeles. 

## História
A loja foi inaugurada na avenida Santa Monica Boulevard, número 8320 em West Hollywood como Book Circus.
No ano de 1982, quando o proprietário estava com problemas financeiros, foi assumido por Barry Mason, um ex-engenheiro e inventor de efeitos especiais, e sua esposa Karen, uma ex-jornalista, que trabalhava no Washington Post e como distribuidora das publicações de Larry Flynt. O casal renomeou a loja para Circus of Books e abriram a filial em Silver Lake.
Além de pornografia gay e brinquedos para adultos, a loja possuía livros de bolso, romances de escritores LGBT, livros de ficção científica, bíblias e jornais estrangeiros.
Na década de 1980, após a eleição de Ronald Reagan (Republicanos) como presidente e, especialmente, após a publicação do Relatório Meese, a polícia reprimiu a pornografia. A Circus of Books envolveu-se com problemas judiciais após uma inspeção feita pelo Federal Bureau of Investigation (FBI) e Barry Mason foi processado; seu advogado montou uma defesa com base na Primeira Emenda, baseando-se na liberdade de expressão garantida pela Constituição. No ano de 1989, o Departamento do Xerife do Condado de Los Angeles ordenou que a loja de West Hollywood fechasse entre as 2 da madrugada e as 6 da manhã, após reclamações de que atraía traficantes e prostitutas. Uma terceira filial em Sherman Oaks, também em Los Angeles, foi forçada a fechar na década de 1990 porque era muito próxima de uma escola primária.
Os negócios declinaram no século XXI. A filial de Silverlake foi fechada em 8 de agosto de 2016. Uma tabacaria especializada em maconha ocupou o espaço da loja. O local em West Hollywood foi fechado em 9 de fevereiro de 2019.
Rachel Mason, filha dos proprietários, artista, música e cineasta, disse que a fácil acessibilidade à pornografia gay e aos aplicativos de namoro como Grindr substituíram a necessidade de um local como a Circus of Books.

## Documentário
O documentário, Circus of Books, dirigido por Rachel Mason, teve sua estreia mundial no Festival de Cinema de Tribeca em 26 de abril de 2019.
 

Foi a apresentação de gala da noite de abertura no festival de cinema de Outfest em 2019.